# Christer Fuglesang
Arne Christer Fuglesang (ur. 18 marca 1957 w Sztokholmie) – szwedzki fizyk i astronauta.

## Wykształcenie oraz praca zawodowa
- 1975 – ukończył Bromma Gymnasium w Sztokholmie
- 1981 – został absolwentem Królewskiego Instytutu Technologicznego w Sztokholmie (Kungl Tekniska Hogskolan – KTH), gdzie uzyskał tytuł magistra fizyki.
- 1987 – na Uniwersytecie w Sztokholmie (Stockholms Universitet) uzyskał doktorat w zakresie fizyki eksperymentalnej cząstek elementarnych. Jeszcze na studiach rozpoczął pracę w CERN (Conseil Européen pour la Recherche Nucléaire) w Genewie.
- 1988 – został stałym pracownikiem tej organizacji i pracował m.in. przy eksperymencie UA5 (zderzenia proton-antyproton).
- 1991 – został docentem na Uniwersytecie w Sztokholmie. Nadal zajmował się fizyką cząstek elementarnych. Kontynuował pracę w CERN, gdzie zajmował się pracami nad akceleratorem LHC (Large Hadron Collider).

## Kariera astronauty
- 1992 – 15 maja został włączony do składu korpusu astronautów Europejskiej Agencji Kosmicznej (nabór ESA-2). Fuglesang był jednym z pięciu kandydatów ze Szwecji, którzy od 1991 ubiegali się o status astronauty. Jako jedyny z nich dostał się do finału. Razem z nim znaleźli się tam również: Maurizio Cheli (Włochy), Jean-François André Clervoy (Francja), Pedro Francisco Duque (Hiszpania), Marianne Merchez(inne języki) (Belgia) i Thomas Arthur Reiter (Niemcy). Latem 1992 w Europejskim Centrum Astronautów (European Astronauts Centre – EAC) w Kolonii (Niemcy) przeszedł krótkie wstępne szkolenie. Pod koniec roku przeszedł badania medyczne w Centrum Wyszkolenia Kosmonautów im. J. Gagarina.
- 1993 – Pierwsze cztery miesiące roku spędził ponownie w Europejskim Centrum Astronautów gdzie kontynuował przygotowania. W maju został wybrany do udziału w rosyjsko-europejskiej misji Euro-Mir 95. Od sierpnia wspólnie z Thomasem Reiterem w Gwiezdnym Miasteczku rozpoczęli szkolenie do długotrwałego lotu na pokładzie stacji kosmicznej. Obaj byli przygotowywani do pracy na zewnątrz stacji orbitalnej.
- 1995 – w marcu przygotowania do lotu weszły w fazę końcową. Fuglesang został wyznaczony do załogi rezerwowej, w której znaleźli się również: Giennadij Manakow – dowódca oraz Pawieł Winogradow – inżynier pokładowy. 3 września podczas startu statku kosmicznego Sojuz TM-22 był dublerem Thomasa Reitera. Podczas lotu trwającego do lutego 1992 astronauta pełnił funkcję głównego koordynatora łączności pomiędzy Reiterem a Centrum Kierowania Wyposażeniem Naukowym (Payloads Operations Control Centre) znajdującym się w Oberpfaffenhofen(inne języki) w Niemczech.
- 1996 – w Centrum Wyszkolenia Kosmonautów im. J. A. Gagarina przez cztery miesiące opanowywał technikę odłączenia statku kosmicznego Sojuz od stacji kosmicznej, wprowadzenia go w atmosferę Ziemi oraz samego lądowania. W sierpniu w Houston rozpoczął trening razem z astronautami zakwalifikowanymi do grupy NASA 16.
- 1998 – w kwietniu zakończył dwuletni podstawowy cykl przygotowań i zdobył kwalifikacje specjalisty misji. Od maja do października ponownie trafił do Centrum Wyszkolenia Kosmonautów im. J. A. Gagarina, gdzie otrzymał uprawnienia dowódcy aparatu lądującego statku kosmicznego Sojuz. Był drugim cudzoziemcem, po Thomasie Reiterze, któremu przyznano takie uprawnienia.
- 27 lutego 2002 – został wyznaczony do załogi misji STS-116. Start wahadłowca Atlantis był zaplanowany na wiosnę 2003. Po katastrofie wahadłowca Columbia plan lotów został jednak gruntownie zmieniony a misję wielokrotnie przesuwano. W nowym harmonogramie lotów misja STS-116 odbędzie się na wahadłowcu Discovery. Fuglesang przygotowywał się do pracy na zewnątrz promu.
- 2006 – wziął udział w 12-dniowej misji STS-116.
- 2007 – został nieoficjalnie wytypowany do misji STS-128.
- 29 sierpnia 2009 jako specjalista misji STS-128 po raz drugi wyruszył w kosmos.

## Nagrody i odznaczenia
- W 1999 otrzymał tytuł doktora honoris causa Uniwersytetu w Umeå[1].
- Medal za Lot Kosmiczny (2007), Medal NASA za Wybitną Służbę
- Universal Astronaut Insignia za lot orbitalny (nr 449) – Stowarzyszenie Uczestników Lotów Kosmicznych (Association of Space Explorers(inne języki))[2]

## Wykaz lotów
| Loty kosmiczne, w których uczestniczył Christer Fuglesang               | Loty kosmiczne, w których uczestniczył Christer Fuglesang | Loty kosmiczne, w których uczestniczył Christer Fuglesang | Loty kosmiczne, w których uczestniczył Christer Fuglesang | Loty kosmiczne, w których uczestniczył Christer Fuglesang | Loty kosmiczne, w których uczestniczył Christer Fuglesang | Loty kosmiczne, w których uczestniczył Christer Fuglesang |
| №                                                                       | Data startu                                               | Statek kosmiczny                                          | Data lądowania                                            | Statek kosmiczny                                          | Funkcja                                                   | Czas trwania                                              |
| ----------------------------------------------------------------------- | --------------------------------------------------------- | --------------------------------------------------------- | --------------------------------------------------------- | --------------------------------------------------------- | --------------------------------------------------------- | --------------------------------------------------------- |
| 1                                                                       | 10 grudnia 2006                                           | STS-116 Discovery F-33                                    | 22 grudnia 2006                                           | STS-116 Discovery F-33                                    | Specjalista misji (MS-3)                                  | 12 dni 20 godzin 44 minuty i 24 sekundy                   |
| 2                                                                       | 29 sierpnia 2009                                          | STS-128 Discovery F-37                                    | 12 września 2009                                          | STS-128 Discovery F-37                                    | specjalista misji                                         | 13 dni 20 godzin 53 minuty i 48 sekund                    |
| Łączny czas spędzony w kosmosie – 26 dni 17 godzin 38 minut i 12 sekund |                                                           |                                                           |                                                           |                                                           |                                                           |                                                           |